# Io (måne)
 For alternative betydninger, se Io. (Se også artikler, som begynder med Io)
Io er Jupiters tredje største måne, og sammen med de tre andre såkaldte galileiske måner Europa, Ganymedes og Callisto, en af de første Jupiter-måner, der blev opdaget. Den har navn efter Io fra den græske mytologi; et navn der blev foreslået af Simon Marius kort efter dens opdagelse. månen blev opdaget af Galileo Galilei i 1610. navnet vandt først udbredelse i midten af det 20. århundrede — indtil da refererede faglitteraturen til Io som "Jupiter-I" (I som romertallet 1) fordi Io er Jupiters inderste måne ud af de fire. dens bane er dikteret af to andre måner, Europa og Ganymedes, de er med til at sørge for at tyngdekraften fra Jupiter hele tiden påvirker månen forskelligt, ved at holde Io i en aflang bane.

## Vulkanisme
Io's overflade er den yngste i solsystemet, da den hele tiden fornys af udbrud af svovl og svovldioxid, der udspyes fra de nogen hundrede vulkaner, der er spredt rundt på hele kloden.[kilde mangler]
Opdagelsen af den vulkanske aktivitet forbløffede en hel verden, men det kunne også forudsiges på grund af den stærke tidevandspåvirkning Jupiter har på Io.
På de blot fire måneder der gik mellem rumsonderne Voyager 1 og Voyager 2's passage af Jupiter og dens måner, havde vulkanaktiviteten forårsaget synlige ændringer i klodens udseende, og de samme sonder tog billeder af vulkanudbrud, hvorunder udbrudsmaterialet blev slynget op til 300 kilometers højde over Io-landskabet. I februar 2001 indtraf det hidtil største, kendte vulkanudbrud i Solsystemet på Io.[kilde mangler]
Den almindeligt accepterede forklaring på denne intense vulkanaktivitet hænger sammen med den såkaldte Laplace-resonans eller baneresonans der består mellem Ios, Europas og Ganymedes' omløbstider: På den tid hvor Io fuldfører 4 omløb om Jupiter, gennemfører Europa 2 og Ganymedes 1 omløb, så for hvert fjerde omløb ligger Io mellem Jupiter på den ene side, og Europa og Ganymedes på den anden side. De andre kloders tyngdefelter trækker så meget i Io, at denne "strækkes" med mere end 100 meter, men når Io igen kommer på afstand af Europa og Ganymedes, "falder" den tilbage til sin naturlige facon. Man kan sige at Ios indre masseres af de kraftige tidevandskræfter. Denne proces skaber den varme i Io, der driver dens intense vulkanaktivitet. derfor er Io også den mest vulkansk aktive legemet i solsystemet.

## Io i Jupiters magnetfelt
Io bevæger sig rundt i Jupiters stærke magnetfelt, på tværs af feltlinierne, hvilket skaber en elektrisk strøm. Godt nok bidrager det mindre til Ios varme end Jupiters, Europas og Ganymedes' tidevandskræfter, men tilfører alligevel måske mere end en terawatt, ved en spænding på 400 kilovolt. Denne spænding river også ioniserede atomer væk fra Io, og på grund af Jupiters og dens magnetfelts højere omdrejningshastighed, "slæbes" disse løsrevne, elektrisk ladede partikler fremad "foran" Io langs dens bane, hvor de danner en ringformet zone af intens stråling langs Ios omløbsbane: Denne ring ses tydeligt på ultraviolette billeder af Jupiter. Når Io passerer gennem Jupiters magnetfelt fungerer Io som en generator, hvilket skaber lyn i den øverste del Jupiters atmosfære.
Den intense stråling skaber desuden et lysfænomen i gasserne fra Ios vulkaner, der svarer til polarlys (nordlys) i Jordens atmosfære. Og ligesom aurora polaris på Jorden kan forstyrre radiokommunikation, skaber dette fænomen også kraftig radiostøj: Fra Jorden kan man måle, hvordan radiostøjen fra Jupiter stiger, når Io er synlig, og falder når Io set fra Jorden er skjult bag Jupiter.

## Ios indre
Man mener, at Io i modsætning til de fleste andre måner i det ydre Solsystem i sin opbygning minder om de Jord-lignende planeter, Merkur, Venus, Jorden og Mars, dvs. med en kerne af smeltede silikater. Nye data fra rumsonden Galileo tyder på, at Io har en kerne af jern, muligvis blandet med jernsulfid, og brune silikater, med en radius på mindst 900 kilometer og en diameter på 3630 km. Hvis det passer, kan man også forestille sig, at Io kan have sit eget magnetfelt. Ios refleksionsevne er også høj, den har en albedo på 0,63%.
Io ændre hele tiden form, på grund af den ekstreme varme indefra, som skabes af gnidningsmodstanden fra månens indre. der er også nye forskninger der viser at varmen især afsættes i et lag lige under måneskorpen. her bliver klippen flydende, og trykket stiger. den mindste sprække får derfor lava til at flyde ud fra undergrunden.

## Ios landskab
Io domineres af dens mange vulkaner, men der findes også "almindelige", ikke-vulkanske bjerge, talrige søer af smeltet svovl, flere kilometer dybe gamle indsunkne vulkaner, lange lavastrømme af smeltet svovl og silikater. Det er svovl og forskellige svovlforbindelser, der giver Io dens spraglede mønstre af sort, rødt, gult og hvidt, og svovlet fra vulkanerne er også med til at give Io en omend ganske tynd atmosfære af svovldioxid.

## Io i populærkulturen
Science fiction-filmen Outland, på dansk Rumstation Jupiter (1981), med Sean Connery som rumstrømer, foregår på Io.